# Borysowszczyzna (Białoruś)
Borysowszczyzna (biał. Барысаўшчына, ros. Борисовщина) – wieś i były majątek na Białorusi w obwodzie mohylewskim, rejonie hłuskim, w sielsowiecie Kalacicze, przy drodze z Hłuska do Bobrujska nad rzeką Ptyczą, 

## Historia
Wieś leżała na terenie powiatu rzeczyckiego, później w powiecie bobrujskim. W latach 1919–1920 należała do gminy Hłusk. Po wytyczeniu granicy polsko-radzieckiej w 1920 roku znalazła się na terenie ZSRR.

## Dawne zabytki
Tutejszy majątek należał do rodziny Wołk-Łaniewskich. Znajdował się tu dwór otoczony dużym, 8-hektarowym parkiem, w którym znajdowało się ponad 100 odmian egzotycznych drzew. Park rozciągał się na tarasach prawego brzegu rzeki Goranki. Na skraju ogrodu znajdowała się wysoka, neogotycka wieża widokowa. Dwór został uwieczniony na rysunku Ignacego Wróblewskiego w 1891 roku.
W Borysowszczyźnie znajdowała się w XIX wieku katolicka kaplica parafii Hłusk.